# 大島丸 (航海練習船)
大島丸（おおしままる）は、山口県にある大島商船高等専門学校が使用している練習船である。東京都立大島海洋国際高等学校の大島丸とは別物である。本項目では1993年に就航した3代目を取り扱う。

## 概要
学生の航海実習や、運航や海洋に関する調査実験に使用される。
小型船のわりには静かな船で、バウスラスタなどにより小回りが利く。
一般公開にて見学が可能。